# NGC 317A
NGC 317A (другие обозначения — NGC 317-1, UGC 593, MCG 7-3-9, KCPG 19A, 5ZW 42, NPM1G +43.0020, PGC 3442) — линзообразная галактика (S0) в созвездии Андромеда. Составляет взаимодействующую пару с галактикой NGC 317B.
Этот объект не входит в число перечисленных в оригинальной редакции «Нового общего каталога» и был добавлен позднее.